# Karl Löwith
Karl Löwith (Karl Loewith) (Monaco di Baviera, 9 gennaio 1897 – Heidelberg, 26 maggio 1973) è stato un filosofo tedesco di origini ebraiche, allievo di Martin Heidegger.

## Biografia
Nato in una famiglia di origine ebraica, si laureò in filosofia: ferito al fronte, poté partecipare alla celebre conferenza La scienza come professione, in cui Max Weber "aveva sostenuto che gli autentici eredi delle sue idee sarebbero stati i soldati che avrebbero fatto ritorno dal fronte: la generazione della Prima guerra mondiale. E così fu. (...) Löwith sarebbe diventato uno dei primi allievi di Heidegger, responsabile con molta probabilità di una serie di formulazioni di notevole intonazione weberiana nel primo Heidegger".
Nel primo dopoguerra si diede all'insegnamento, ma fu costretto a lasciare la Germania nel 1933 durante il periodo nazista, a causa delle persecuzioni antisemite.
Si rifugiò in Italia, poi in Giappone fino al 1941 e infine negli Stati Uniti; tornò in patria nel 1952 per insegnare filosofia all'università di Heidelberg, città in cui morì.

## La filosofia della storia
Le sue due opere più famose sono Da Hegel a Nietzsche (Von Hegel bis Nietzsche, 1941) e Significato e fine della storia, quest'ultima pubblicata in inglese nel 1949 col titolo Meaning in History e in tedesco nel 1953 col titolo Weltgeschichte und Heilsgeschehen.
Nel primo libro Löwith analizza il pensiero filosofico successivo a Hegel: entrato in crisi il sistema hegeliano, subentrano le nuove prospettive dell’esistenzialismo (Kierkegaard) e del materialismo storico (Marx), fino alla radicale critica della filosofia portata avanti da Nietzsche. Di religione protestante, in merito alla critica del cattolicesimo portata avanti dalla filosofia moderna afferma:
In Significato e fine della storia l’autore sottopone a dura critica la filosofia della storia, come individuazione di un principio unico a cui sia sottoposto il processo storico e che consenta di prevederne il futuro. La filosofia della storia è tipica della modernità, essendone estranei sia il pensiero greco (che concepiva un tempo circolare) sia il pensiero cristiano-medievale (che concepiva un tempo lineare, ma privo di eventi significativi dopo l’Incarnazione). Essa rappresenta una secolarizzazione della prospettiva biblica di una provvidenza divina e di un futuro escatologico, a cui viene sostituito il concetto mondano di progresso. Questo schema si ritrova in modo inconsapevole in filosofi moderni pur privi di coscienza religiosa, come Condorcet, Comte, Hegel e Marx. Tali tentativi, volendo sostituire la fede con un sapere (fittizio), sono destinati al fallimento, perché a livello empirico la storia non mostra né senso né scopo.

## L'analisi dell'opera di Nietzsche
Altro testo fondamentale del filosofo è Nietzsche e l'eterno ritorno (Nietzsche Philosophie der ewigen Wiederkehr des Gleichen) pubblicato per la prima volta nel 1935 e ripubblicato ampliato nel 1956. Il testo è affiancabile alle monografie di Karl Jaspers (Nietzsche. Introduzione alla comprensione del suo filosofare) e di Martin Heidegger (Nietzsche). Il testo pone al centro della filosofia di Nietzsche proprio l'eterno ritorno dell'uguale come è presentato dal filosofo in La gaia scienza e in Così parlò Zarathustra. In III,2,b,4 del testo Löwith giunge ad affermare l'impossibilità di conciliare l'eterno ritorno nei suoi due significati fondamentali: cosmologico e antropologico. La teoria contenuta in questo testo sarà di fondamentale importanza per le analisi future.

## Opere in italiano
- Da Hegel a Nietzsche: la frattura rivoluzionaria nel pensiero del secolo XIX, trad. Giorgio Colli, Einaudi, Torino 1949; 19592
- La sinistra hegeliana (a cura di), Laterza, Bari 1960; 19662
- Fede e ricerca, Morcelliana, Brescia 1960
- Il "discorso della montagna" anticristiano di Nietzsche, in "Archivio di Filosofia", n.3, 1962, pp. 108–120
- La onto-teo-logica e il problema della totalità del mondo, in "De Homine", n. 2-3, settembre 1962, pp. 20–66
- Significato e fine della storia: i presupposti teologici della filosofia della storia, trad. di Flora Tedeschi Negri, Edizioni di Comunità, Milano 1963; prefazione di Pietro Rossi, il Saggiatore, Milano 1989; EST, Milano 1998; Net, Milano 2004; il Saggiatore 2010
- Il concetto filosofico del bene e del male, in "Archivio di Filosofia", 1965, pp. 170–187
- Dio, uomo e mondo da Cartesio a Nietzsche, Morano, Napoli 1966; 19892; a cura di Orlando Franceschelli, Donzelli, Roma 2000
- Saggi su Heidegger, trad. di Cesare Cases e Alessandro Mazzone, Einaudi, Torino 1966; SE, Milano 2006
- Critica dell'esistenza storica, Morano, Napoli 1967
- Saggi sulla storia, a cura di Anna Maria Pozzan, Sansoni, Firenze 1971
- Hegel e il cristianesimo, a cura di Enzo Tota, Laterza, Bari-Roma 1976
- Nietzsche e l'eterno ritorno, trad. di Simonetta Venuti, Laterza, Bari-Roma 1982
- La politica come destino, Bulzoni, Roma 1978 (con Salvatore Valitutti)
- Storia e fede, Laterza, Bari-Roma 1985
- Paul Valéry. Tratti fondamentali del suo pensiero filosofico, trad. it. dal tedesco di Gianni Carchia dal francese di Barbara Scapolo, edizione a cura di Barbara Scapolo, Ananke, Torino 2012
- La mia vita in Germania prima e dopo il 1933, prefazione di Reinhart Kosellek, postfazione di Ada Löwith, il Saggiatore, Milano 1988
- Jacob Burckhardt: l'uomo nel mezzo della storia, trad. di Laura Bazzicalupo, Laterza, Roma-Bari 1991; 20042
- Dialogo sulla modernità, introduzione di Roberto Esposito, trad. di Alessandro Ferrucci, Donzelli, Roma 1994 (con Leo Strauss)
- Marx, Weber, Schmitt, prefazione di Ernst Nolte, Laterza, Roma-Bari 1994
- Scritti sul Giappone, introduzione di Gianni Carchia, Rubbettino editore, Soveria Mannelli 1995
- Il nichilismo europeo: considerazioni sugli antefatti spirituali della guerra europea, a cura di Carlo Galli, trad. di Furio Ferraresi, Laterza, Bari-Roma 1999
- Spinoza: deus sive natura, a cura di Orlando Franceschelli, Donzelli, Roma 1999
- Ontologia fenomenologica e teologia protestante: due studi, a cura di Ugo Ugazio, ESI, Napoli 2001
- L'individuo nel ruolo del co-uomo, a cura di Agostino Cera, Guida, Napoli 2007
- Oltre Itaca. La filosofia come emigrazione. Carteggio (1932-1971), a cura di Manuel Rossini, Carocci, Roma 2012 (con Leo Strauss)